# Quintus Cornelius Quadratus
Quintus Cornelius Quadratus war ein römischer Politiker und Senator zur Zeit des Antoninus Pius. Durch die Fasti Ostienses ist belegt, dass Quadratus 147 zusammen mit Cupressenus Gallus Suffektkonsul war; die beiden traten ihr Amt am 1. Juli des Jahres an.
Sein Bruder war Marcus Cornelius Fronto.